# 羅仲榮
羅仲榮，大紫荊勳賢，GBS，OBE，JP （1950年11月—），香港出生，籍貫廣東惠州市惠陽區，前香港特別行政區行政會議非官守議員，金山科技工業有限公司 （港交所：40）主席兼總裁。2001年獲頒授金紫荊星章，2005年10月獲委任為行政會議非官守成員，直至2009年離任。2016年获颁大紫荆勋章。

## 背景 簡介
學歷及專業資格：香港理工大學榮譽設計學博士、美國伊利諾理工學院設計理學士學位

## 主要職務
1. 金山工業(集團)有限公司主席兼總裁
2. 西九文化區管理局M Plus Museum Limited主席
3. 前香港特別行政區行政會議非官守成員
4. 前經濟發展委員會非官方委員
5. 西九文化區管理局前董事局成員
6. 香港科技園公司董事局前主席
7. 香港理工大學校董會前主席

## 社會服務
1. 香港設計中心董事局成員
2. 香港關鍵性零部件製造業協會榮譽主席
3. 香港工業總會名譽會長
4. 香港理工大學大學顧問委員會主席
5. 香港理工大學設計學系榮譽教授
6. 香港大學商學院華人管理中心商業顧問
7. 香港城市大學基金榮譽副會長
8. 職業訓練局設計學院諮詢委員會成員
9. 香港青年工業家協會獲獎會員
10. 中國廣東省惠州市政府頒授之「惠州市榮譽市民」
11. 惠州市慈善總會永久名譽副會長
12. 香港惠州社團聯合總會榮譽會長

## 家庭成員
羅仲榮與已故妻子羅劉梅潔育有一對子女，分別是長女羅潔怡、幼子羅揚傑（媳婦為黃佩茵）。侄子有羅揚文、羅揚駿（兄長羅仲煒的兒子）。

## 外部参考
- 香港特別行政區 香港行政會議 成員